# Галерий
Вижте пояснителната страница за други личности с името Галерий.
Гай Галерий Валерий Максимиан (на латински: Gaius Galerius Valerius Maximianus), понякога наричан с прозвището Арментарий (Armentarius – лат., говедар/пастир), е римски император. Той е член на Тетрархията, основана от Диоклециан, който го осиновява и прави съимператор.

## Биография

### Ранни години
Сведенията за родното място на Галерий са нееднозначни. Според Евтропий, следван от Йорданес, той е роден в Дакия, недалеч от Сердика. Аврелий Виктор сочи за негово родно място Ромулианум в Крайбрежна Дакия. Ромулианум, за който се смята, че е наречен на майката на Галерий Ромула, днес най-често се идентифицира с археологическия комплекс Гъмзиград, близо до Зайчар в долината на Тимок. Някои автори го свързват с римските останки край село Ясен, Видинско. Въз основа на мястото на раждането му, някои автори го смятат за етнически дакиец.
Малко се знае за началото на военната му кариера – освен това че служи при Аврелиан и Проб. Качествата му на командир привличат вниманието на Диоклециан и той го избира за един от тетрарсите – с титла на младши цезар. На 1 март 293 г. Галерий се жени за дъщерята на Диоклециан – Галерия Валерия и получава управлението в Египет, а по-късно това на Балканите (без Тракия).

### Цезар
Първите действия на Галерий са успешни. След победи в Египет през 294 г., следва разгром от персите пред Ктезифон в (295 г.). Изпадналият в немилост цезар трябва да докладва на Диоклециан за поражението, бягайки няколко километра след колесницата му, облечен в парадната носия на император. Галерий обаче скоро възвръща благоволението на господаря си и през 298 г. командва успешно срещу персите в Армения, а през 299 – 305 г. ръководи войната с карпите и сарматите по Дунав.
Галерий остава в историята като ожесточен противник на християнството. Той е главен инициатор на гоненията, подети от Диоклециан, след издаването на едикта през 303 г. Самият Галерий го прилага в земите си с най-голяма суровост, макар всъщност жена му Валерия и дъщеря ѝ Приска да са прикрити християнки. Християнските историци, особено Лактанций, се изказват отрицателно за Галерий, описван като груб, жесток, раздразнителен, с едър ръст, жестове и глас, вдъхващи ужас, поради което не е учудващо, че дори тъстът му Диоклециан се страхувал от него.

### Август
Когато на 1 май 305 г. старшите тетрарси Диоклециан и Максимиан се оттеглят от властта, Галерий получава върховната власт на изток с титлата август, съвместно с Констанций I Хлор на запад. Оттогава Галерий, като най-влиятелен тетрарх, се стреми да обсебва властта като назначава за цезари своите протежета – Север II и Максимин Дая.
Галерий се стреми към господство над цялата империя, за да основе собствена династия, поставяйки на всички постове свои земляци. Според летописа на Лактанций, той говорел, че империята трябва да се нарича не Римска, а Дакийска, понеже това е най-великият народ, а името „римски“ и „римлянин“ трябвало да бъдат забранени.

### Разпадане на Тетрархията
Хегемонията на Галерий започва да се пропуква през 306 г. – след смъртта на августа Констанций I Хлор. На негово място Галерий издига Север II за август, но скоро се вижда принуден да преглътне издигането на Константин I за цезар и Filis Augustorum в Британия. Константин е син на Констанций Хлор и се ползва с голяма популярност сред армиите на запад.
На следващата година в град Рим избухва бунт, породен от масовото недоволство от данъците, които Галерий е въвел, за да довърши строежа на колосалните терми, започнати там от Диоклециан. Населението издига за императори оттеглилия се в предната година бивш август Максимиан и неговия син Максенций. Докато Галерий е зает в кампания срещу сарматите по Дунав, Север II се отправя да потуши бунта в Италия, но при неясни обстоятелства и вероятно предателство, той е убит без да постигне нищо, а войската му преминава на противниковата страна. През лятото на 307 г. самият Галерий без успех обсажда Рим, но страхувайки се от бунт в армията си, се оттегля обратно, опустошавайки земите по пътя си.
На конференцията в Карнунт (октомври – ноември 308 г.) Галерий неуспешно се опитва да убеди абдикиралия Диоклециан пак да дойде на власт. Тогава Галерий обявява съратника си Лициний за август, за да замени Север II. Галерий признава и Константин I за август на запада, сключвайки съюз с него против Максимиан и Максенций в Италия.
Според Валезиевия аноним в края на живота си тежко болният Галерий се връща от Панония в Сердика, където през 311 година умира в мъки с „разкъсана плът“ като наказание за своя „престъпна заповед“ (вероятно гоненията срещу християните). Малко преди да умре Галерий радикално променя своите възгледи и издава прословутия Сердикийски едикт (април 311 г.) за толерантност към християните, отменящ гоненията.

## Резиденциите на Галерий
Император Галерий дълго резидира в Сердика и управлява империята от там. Вероятно при него в града започва изграждането на дворцовия комплекс между ротондата „Св. Георги“ и днешната църква „Св. Неделя“, завършен в пълния си блясък от император Константин Велики.
Тъкмо в днешна София, тогавашна Сердика, 20 дни преди кончината си, Галерий издава прочутия Едикт на толерантността от 311 г., определил християнството за една от законните религии в Римската империя, повратен момент, сложил началото на официалното християнизиране на Европа. В същата година император Галерий завършва земния си път в Сердика и е погребан в града. Под входа на базиликата „Света София“ са открити останки от голяма гробница, като не може да се изключи в нея да се е намирало императорското погребение; друго възможно място за това е в забележителния мавзолей с няколко каменни саркофага, недалеч от късноантичния комплекс от две базилики в кв. Лозенец. Той строи и ротондата Свети Георги в Солун, където също е издигнат негов дворец заедно със забележителната Арка на Галерий, с мраморни релефи в чест на победата му над персите.
Друг важен археологически паметник, свидетелстващ за строителната дейност на император Галерий, е Феликс Ромулиана (на латински: Felix Romuliana), дн. Гъмзиград, Сърбия. Включва базилики, храмове, термални бани, церемониални помещения, както и мемориален комплекс.